# Teledapus cremarius
Teledapus cremarius là một loài bọ cánh cứng trong họ Cerambycidae.